# 警察署前停留場
警察署前停留場（日语：／ Keisatsusho-mae teiryūjō */?）是位於日本愛媛縣松山市的路面電車車站，隸屬於伊予鐵道（伊予鐵），車站編號為17。本站北方約100公尺處在1926年至1944年間曾設有「六角堂停留場」（以附近的「六角堂常樂寺」而命名），直至1968年才於現址新設車站。

## 所屬路線
- 伊予鐵道

松山市內線（城南線）
■1號線（環狀線—順時針方向）
■2號線（環狀線—逆時針方向）
■3號線（市站線）
■5號線（JR線）

## 車站構造
設有對向式側式月台2個，只可容納1輛電車停靠，為全露天型月台，而且配置十分簡陋，只在位於月台上的電燈柱上掛有純以日語書寫站名和方向的小型燈箱乙個。，一般伊予鐵道車站所採用的標準站牌，或如南町站的新式站牌燈箱一律欠奉。
月台外圍設有半身圍板阻隔，並且在月台的北方設有斑馬線以供進出月台。

### 月台配置
| 月台 | 路線        | 目的地                   |
| ---- | ----------- | ------------------------ |
| 東側 | ■1號線 環狀 | 往松山市站               |
| 東側 | ■3號線      | 往松山市站               |
| 東側 | ■5號線      | 往JR松山站前             |
| 西側 | ■2號線 環狀 | 紅十字醫院前、木屋町方向 |
| 西側 | ■3號線      | 往道後溫泉               |
| 西側 | ■5號線      | 往道後溫泉               |

## 歷史
- 1968年3月18日：開業。

## 相鄰停留場
伊予鐵道
環狀線（■1號線、■2號線）、■3號線、■5號線
上一萬（16）－警察署前（17）－勝山町（18）